# Munungrejo
Munungrejo is een bestuurslaag in het regentschap Lamongan van de provincie Oost-Java, Indonesië. Munungrejo telt 2815 inwoners (volkstelling 2010).